# Rob Clearfield

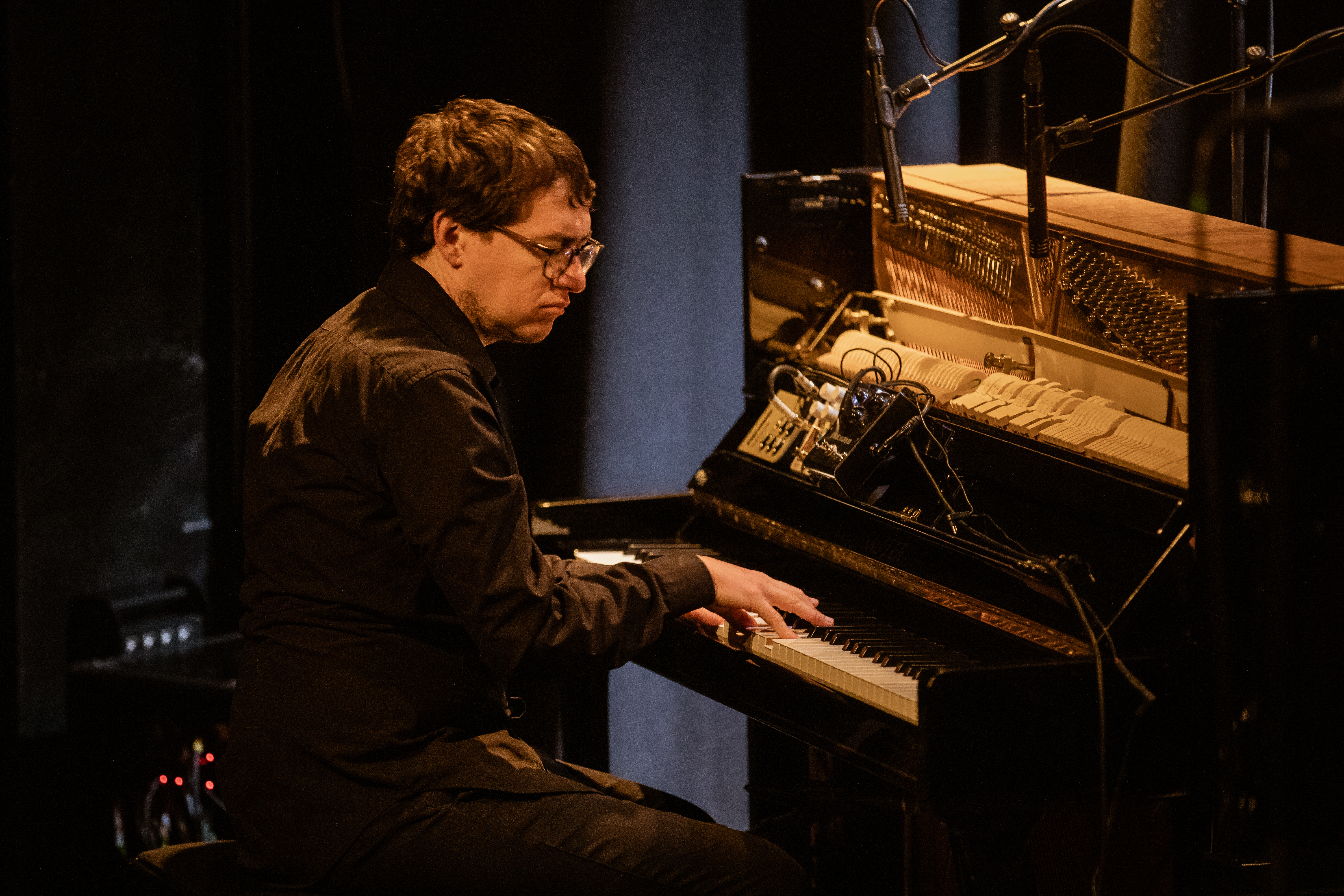
Rob Clearfield (2023)
Bild: Tore Sætre

Rob Clearfield (* 12. November 1984) ist ein US-amerikanischer Jazzmusiker (Piano, auch Akkordeon, Gitarre, Keyboard, Komposition), der in der Musikszene Chicagos aktiv ist.

## Leben und Wirken
Clearfields Mutter ist Musikpädagogin und Kirchenmusikerin; mit fünf Jahren hatte er ersten Klavier-Unterricht. Als Jugendlicher lernte er zunächst autodidaktisch Gitarre, bevor er zum Piano wechselte. Er hatte erste Auftritte mit dem von seiner Mutter geleiteten Gospelchor. 2003-05 hatte er während der College-Jahre Privatunterricht bei Jim Trompeter an der Roosevelt University. Nach vorzeitigem Verlassen des College arbeitete er mit dem Gitarristen Fareed Haque, mit dem er auf Tournee ging. Von 2004 bis 2011 leitete er die Band Information Superhighway, mit der er eigene Kompositionen einspielte und zwei Alben vorlegte. Daneben trat er zwischen 2006 und 2015 in der Prog-Rock-Band District 97 auf. Ferner spielte er in den folgenden Jahren mit Grażyna Auguścik, Matt Ulery, Marquis Hill, Makaya McCraven, Greg Ward, Howard Levy, Patricia Barber, Chris Siebold, Melvin Butler, Ernest Dawkins und Adam Larson. Er war außerdem Gründungsmitglied der R&B/Soulband Hood Smoke und der Folkrockband Outertown.
Seine Kompositionen sind von Gospelmusik, Johannes Brahms, Blues, Radiohead, Kneebody, Marilyn Crispell, Ben Monder und Kurt Rosenwinkel beeinflusst. Clearfield schrieb auch Auftragskompositionen für Kirchengemeinden (Grace Commons), Bühnenproduktionen (Purdue North Central University) und Film (The Lost Remake of Beau-Geste). 2012 erschien das selbstproduzierte Debütalbum The Long and Short of It, das Clearfield in Quintettbesetzung eingespielt hatte. 2013 wirkte er bei Matt Ulerys Album Wake an Echo mit; 2016 legte er das Trio-Album Islands vor, das er mit Curt Bley und Quin Kirchner eingespielt hatte. Mit Caroline Davis legte er 2019 das gemeinsame Album Anthems vor. Im Bereich des Jazz war er zwischen 2007 und 2019 an 18 Aufnahmesessions beteiligt. zu hören ist er u. a. auch auf Makaya McCravens In These Times (2022). Im selben Jahr veröffentlichte er mit Quin Kirchner das Duoalbum Concentric Orbits, 2023 das Album Ashes and Diamonds, aufgenommen mit Greg Ward, Sam Weber und Quin Kirchner, und 2025 Voice in the Wilderness mit Joe Sanders, Fred Pasqua und Gast Itamar Borochov an der Trompete.